# Пайку
Пайку (рум. Paicu) — село в Кагульском районе Молдавии. Наряду с сёлами Зырнешть и Третешть входит в состав коммуны Зырнешть.

## География
Село расположено на высоте 6 метров над уровнем моря.

## Население
По данным переписи населения 2004 года, в селе Пайку проживает 505 человек (238 мужчин, 267 женщин).
Этнический состав села:
| Национальность | Число жителей | Процентный состав |
| -------------- | ------------- | ----------------- |
| молдаване      | 465           | 92.08             |
| болгары        | 30            | 5.94              |
| украинцы       | 5             | 0.99              |
| гагаузы        | 3             | 0.59              |
| русские        | 1             | 0.2               |
| румыны         | 1             | 0.2               |
| Всего          | 505           | 100%              |